# Підоб'єкт
У теорії категорій підоб'єкт — це, загалом, об'єкт, що міститься в іншому об'єкті категорії. Визначення узагальнює старіші поняття підмножини в теорії множин і підгрупи в теорії груп. Оскільки «справжня» будова об'єктів у теорії категорій не розглядається, визначення спирається на використання морфізмів, а не «елементів».

## Визначення
Нехай A — об'єкт деякої категорії. Маючи два мономорфізми:
u : S → A та
v : T → A
зі спільним образом A будемо казати що u ≤ v якщо u «пропускається через» v, тобто якщо існує морфізм w : S → T, такий що u = v ∘ w. Визначимо таке бінарне відношення:
u ≡ v тоді й лише тоді, коли u ≤ v і v ≤ u.
Це відношення еквівалентності на мономорфізмах з образом A, назвемо його класи еквівалентності підоб'єктами A. Мономорфізми з образом A і відношенням ≤ утворюють передпорядок, але визначення підоб'єкта гарантує, що підоб'єкти A утворюють частково впорядковану множину.
Двоїсте поняття до підоб'єкта — фактор-об'єкт; тобто, щоб отримати визначення фактор-об'єкта, потрібно замінити у визначенні вище «мономорфізм» на «епіморфізм» і поміняти напрямки всіх стрілок.

## Приклади
У категорії множин підоб'єкти A відповідають підмножинам A, або, точніше, класу всіх вкладень множин, рівносильних даній, у дану підмножина. Те ж саме істинне в категорії груп і в деяких інших категоріях.